# Want It, Need It
"Want It, Need It" é uma canção do rapper Plies com a participação de Ashanti. A música foi gravada para o álbum Da REAList.

## Faixas e formatos
Estados Unidos CD promo
(Lançado: 5 de Janeiro de 2009)
1. "Want It, Need It" (Radio edit) – 4:32
2. "Want It, Need It" (Main) – 3:50
3. "Want It, Need It" (Instrumental) – 3:50
4. "Want It, Need It" (Acapella) – 3:50
5. "Want It, Need It" (Remix) Ft Rick Ross - 3:39

Download digital
(Lançado: 3 de Fevereiro de 2009)
1. "Want It, Need It" – 3:50

## Desempenho
| Tabelas musicais (2009)                           | Melhor posição |
| ------------------------------------------------- | -------------- |
| Estados Unidos - Billboard Hot 100                | 96             |
| Estados Unidos - Hot R&B/Hip-Hop Singles & Tracks | 21             |
| Estados Unidos - Hot Rap Tracks                   | 13             |